# لنینائول (شهرستان کازبک، داغستان)
لنینائول (به لاتین: Leninaul) یک منطقهٔ مسکونی در روسیه است که در شهرستان کازبکوفسکی واقع شده‌است.